# Bloementapijt

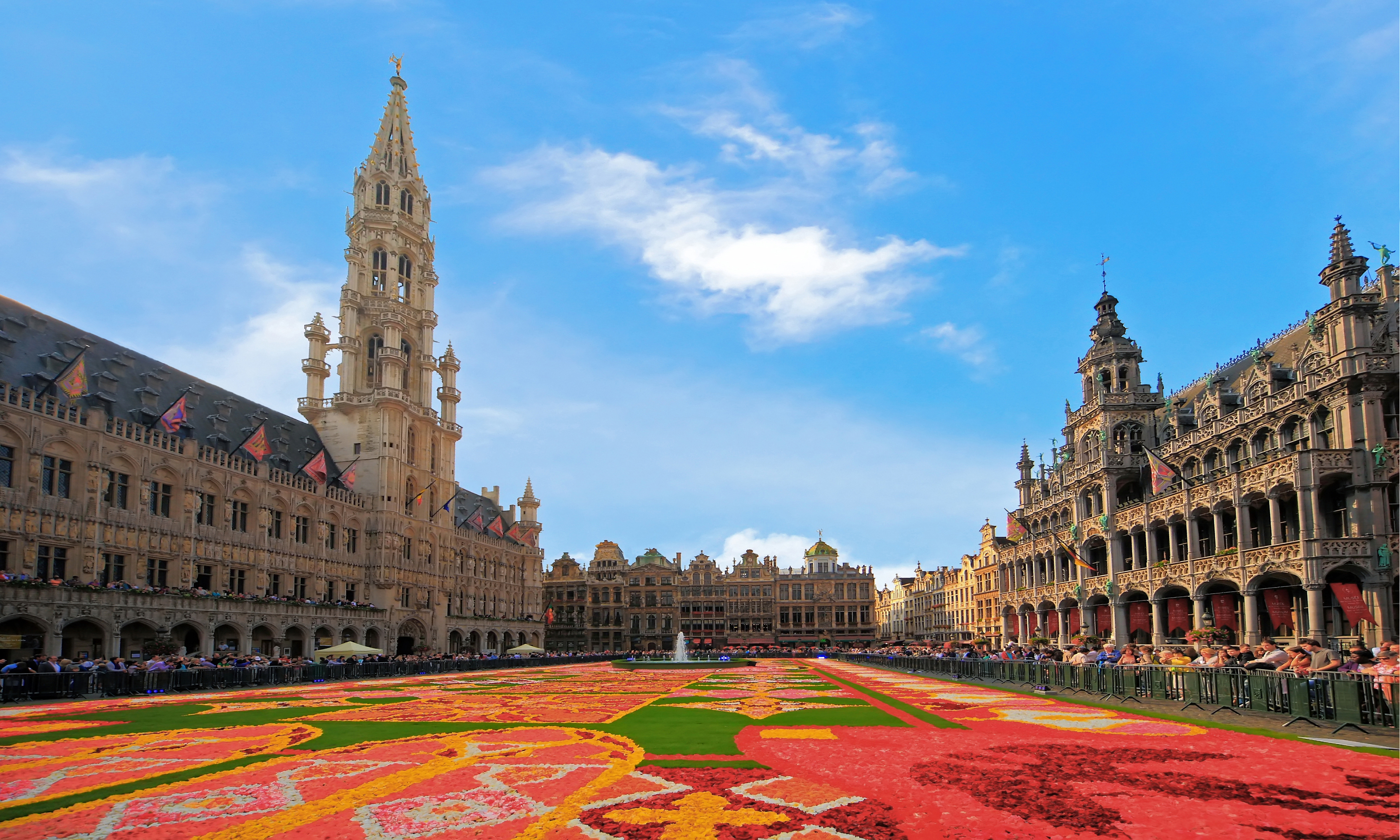
Bloementapijt in Brussel

Een bloementapijt is een versiering van pleinen of straten met kleurrijk geschikte bloemen of bloemblaadjes op de grond.
In Vlaanderen bestond er een traditie om, dikwijls rond O-L-Vrouw Hemelvaart (15 augustus) of ter gelegenheid van oogst- of andere feesten, een bloementapijt aan te leggen. Soms gecombineerd met bloemencorso of (gekleurde) zandtapijten.
Voor het bloementapijt worden meest begonia's gebruikt, vanwege hun goede houdbaarheid en kleurvariaties. De laatste jaren worden ook exotische bloemen erin verwerkt, of zelfs vruchten (ananas bijvoorbeeld) als blikvangers.
Vanaf de jaren 1960 worden bloementapijten ook als toeristische attractie aangelegd, zo onder meer op de Grote Markt van Leuven en Brussel. De aanzet tot deze grootse bloementapijten werd echter gegeven door Etienne Stautemas (van de Gilde der Macekliers) te Zottegem.
Er bestaan ook wedstrijden om het "mooiste bloementapijt", bijvoorbeeld ter gelegenheid van de jubileumtuin van Edingen in 2011.